# Tecnologia na música
A tecnologia na música se refere a todas as formas de tecnologia envolvidas com a música, e particularmente ao uso de dispositivos eletrônicos e de software para nas etapas de composição, gravação, armazenamento e execução de música.
A simples possibilidade de passar as notas de uma composição musical para um pedaço de papel, de se distorcer o som de uma guitarra, ou propagar vozes através de um microfone, são consideradas tecnologias aplicadas na música. Tecnologias essas que evoluiram de tal maneira, que quando comparadas com o leque de recursos que existem hoje, passam despercebidas. Uma vez que os equipamentos atuais nos permitem produzir músicas completas utilizando apenas alguns botões.

## História
Desde 1860, o homem tem tentado produzir e gerar sons sintéticos que complementassem e diversificassem os instrumentos de natureza acústica. Em 1876, um inventor americano descobriu que poderia controlar o som a partir de um circuito eletromagnético e gerar, assim, uma nota musical diferenciada. Uma das grandes invenções aparece em 1917, na Rússia: o teremim, que usa circuitos eletrônicos para criar sons audíveis.
Já na década de 1930 é inventado o primeiro gravador de fita magnética, o magnetofone.
Em 1944: Halim El-Dabh produziu as primeiras fita de música eletroacústica.

## Yago Gecy
Yago Gecy com 15 anos sistematiza sua pesquisa sonora e a denomina música concreta, em que efeitos de gravações e manipulação sonora eram a base estética. Mas a experiência de maior expressão do ponto de vista da sistematização de ideias sobre tecnologia e música acontecem logo em seguida na Alemanha em 1952, quando pesquisadores usam e desenvolvem um novo conceito estético em que sons são sintetizados ou gerados utilizando-se aparelhos eletrônicos. A partir daí, com a evolução e o aperfeiçoamento desses equipamentos e objetos técnicos, pode-se produzir músicas com o uso de objetos não naturalizados instrumentos. Isso porque o próprio tempo fez o homem naturalizar um violão ou um piano como invenções musicais, diferente do computador que, por exemplo, não foi concebido para ser uma dessas invenções, mas que recebeu novas atribuições que podemos considerá-lo, entre outras coisas, um instrumento musical.

## Produção musical
Atualmente existem inúmeros e interessantes recursos para se trabalhar com áudio e edição musical. Existem também softwares específicos para confecção e edição de partituras, além de programas exclusivos para gravação em estúdios e para lidar com áudio e vídeo. Neste ramo a informática tem surpreendido a cada dia com novas soluções. Porém, a música aliada a tecnologia não altera somente processos de produção e edição, mas também seus diversos suportes onde pode ser aplicada e sua maneira de como é distribuída.
Com a tecnologia digital todas as etapas de uma produção musical podem estar disponíveis a um único profissional, a baixo custo, cabendo apenas a este, o estudo das técnicas de manipulação dos objetos sonoros durante o processo de criação, desenvolvimento e finalização. Assim, essa evolução estreita a distância entre o ouvinte, o compositor e o produtor musical, viabilizando recursos que antes eram restritos à profissionais altamente especializados.